# Đài Afghanistan Tự do
Đài Afghanistan Tự do (tiếng Anh: Radio Free Afghanistan) là ban Afghanistan của Đài châu Âu Tự do/Đài Tự do. Đài phát sóng 12 giờ mỗi ngày và 12 giờ còn lại liên kết với Đài Tiếng nói Hoa Kỳ. Đài Afghanistan Tự do lên sóng lần đầu tại Afghanistan từ 1985 đến 1993 và được tái lập tháng 1 năm 2002. Chương trình của Đài Afghanistan Tự do bao gồm các thể loại khác nhau về văn hóa, chính trị và thông tin và được truyền đến thính giả qua sóng ngắn, vệ tinh và AM cũng như FM thông qua sự cung cấp của Cục Truyền thông Quốc tế. Phương châm của Đài Afghanistan Tự do là "để thúc đẩy và duy trì các giá trị dân chủ và các thể chế ở Afghanistan bằng cách phổ biến tin tức, thông tin thực và các quan điểm".

## Hiện tại
Quốc hội Hoa Kỳ cung cấp hỗ trợ tài chính cho việc truyền thông đến Afghanistan vào tháng 12 năm 2001 như là một phần trong nỗ lực tạo lập một quốc gia hòa bình và dân chủ, sau khi Hoa Kỳ lật đổ chế độ Taliban. Đài Afghanistan Tự do đã có được một lượng thính giả đáng kể ở Afghanistan, với các cuộc điều tra cho thấy đài là đài phát thanh phổ biến nhất trong cả nước. Đài Afghanistan Tự do sản xuất nhiều chương trình từ các chương trình đặc biệt cho thanh niên và phụ nữ cho đến châm biếm chính trị và các chương trình âm nhạc và văn học. Gần đây,  Đài Afghanistan Tự do đã tiến hành một cuộc hội thảo liên kết với Trường Đại học Báo chí Kabul về chủ đề "Truyền thông và Dân chủ"